# Z 4900
Ne doit pas être confondu avec E 4900 ou X 4900.
Les Z 4900 forment une série d'automotrices électriques 12 kV monophasé de la SNCF, issues de la série d'automotrices E ABD 1 à 30 de la Compagnie du Midi. 
Mises en service entre 1912 et 1914, elles sont cantonnées au début des années 1920 à la courte ligne Perpignan - Villefranche-de-Conflent, le reste du réseau étant converti au courant continu 1,5 kV. Elles y circulent jusqu'en 1971, assurant même à elles seules, depuis 1959, l'ensemble du trafic, voyageurs comme marchandises. La Z 4909 est classée comme monument historique en 2003 mais, en 2020, sa restauration est en attente.

## Historique et caractéristiques techniques

### Le monophasé règne en maître avant la cohabitation avec le continu
Dès 1908, la compagnie des chemins de fer du Midi choisit d'électrifier son réseau en courant alternatif 12 kV monophasé, à la fréquence de 16 ²⁄₃ Hz, suivant ainsi l'exemple suisse. Elle commande alors des locomotives pour assurer le trafic marchandises, la trafic voyageurs devant être confié à 30 automotrices initialement immatriculées E ABD 1 à 30. Ces automotrices sont les premières à circuler sous courant alternatif monophasé en France et la seule série de matériel moteur adapté au 12 kV 16 ²⁄₃ Hz.
Le 29 août 1920, le gouvernement impose à toutes les compagnies françaises de chemins de fer d'alimenter leurs lignes électrifiées en courant continu à la tension de 1 500 V. La Compagnie du Midi obtempère en convertissant ses lignes, à l'exception de la ligne Perpignan - Villefranche-de-Conflent. Le parc des automotrices devenant pléthorique pour couvrir les seuls besoins de la ligne restée alimentée en monophasé,  la série est partagée en deux groupes (l'un modifié, l'autre non) :
- les E 1, E 3 à 14 et E 16 sont conservées en 12 kV 16 ²⁄₃ Hz et deviendront les Z 4900 à la SNCF (14 unités). La E 2 détruite par un incendie en 1920 en gare de Vinça, n'a jamais porté d'autre numéro[N 1]. À la renumérotation du parc PO-Midi, il y a un glissement, la E 3 devenant Z 23032 et ainsi de suite (Z 23031-23044). En 1951, les automotrices sont ré-immatriculées, dans l'ordre initial, dans la série Z 4901 à 4914[3]. La Z 4908, détruite par un incendie à Millas en 1953, et de nouveau avariée en 1954, est reconstruite avec une nouvelle disposition du fourgon dans un compartiment voyageurs[5].
- Parmi les E 15 et E 17 à 30, 13 automotrices sont converties au 1,5 kV continu et deviendront les Z 23051-23063 puis Z 4500, 2 seront modifiées par Sécheron et deviendront en 1919 les premières automotrices des Chemins de fer fédéraux suisses[6].

### Les automotrices monophasées
La construction des E ABD 1 à 30 fait appel au Français Dyle et Bacalan (Bordeaux) pour la partie mécanique (caisse et châssis) et aux Américains Brill (usine française de Paris) et Westinghouse (usine française du Havre), respectivement pour les bogies et les équipements électriques.
Le châssis métallique supporte un caisse avec armature en bois recouverte de tôle dont les compartiments s'ouvrent directement à l'extérieur par des portières latérales. Il repose sur deux bogies comportant chacun deux essieux, tous moteurs. L'automotrice possède une cabine de conduite à chacune de ses extrémités. Deux pantographes et un lanterneau abritant une partie des équipements électriques prennent place sur la toiture, elle même constituée de bois recouvert de toile goudronnée. L'aménagement intérieur comporte deux compartiments de première classe, quatre de seconde classe ainsi qu'un compartiment fourgon, l'ensemble offrant 44 places assises.
Les automotrices ont une masse à vide en ordre de marche de 56 t, une longueur hors-tout de 19,40 m ; elles sont autorisées à circuler à 85 km/h mais n'atteignent jamais cette vitesse en service. Trois automotrices peuvent rouler en unités multiples.

## Service
Les E ABD 1 à 30 du Midi sont commandées en 1910, livrées entre 1912 et 1914 au dépôt de Tarbes. Si ces automotrices circulent sur toutes les lignes électrifiées en 12 kV 16 ²⁄₃ Hz, les 14 exemplaires devenus Z 4900 restent cantonnées à la seule ligne Perpignan - Villefranche et sont entretenues dans le dépôt de ce dernier terminus.
Après la radiation en 1959 de la 1C1 3901, dernière locomotive « monophasé » de l'ancien Midi, les Z 4900 assurent la traction de l'ensemble des trains de la ligne, y compris les convois de marchandises. C'est ainsi qu'une unité double de Z 4900 remorque régulièrement, à la descente vers Perpignan, un train de 600 t de minerai de fer extraites des mines du massif du pic du Canigou et convoyées jusqu'à la gare de Villefranche par la ligne de Cerdagne.
À bout de souffle, les automotrices circulent jusqu'en 1971 : le 23 mai, l'alimentation électrique est interrompue sur la ligne. Après un intermède en traction diesel, la traction électrique est remise en service en mai 1984 mais en 1,5 kV continu. Les automotrices encore en état de rouler sont radiées entre 1972 et 1974 et démolies (sauf le Z 4909) à Frontignan ou Perpignan après avoir parcouru chacune, en moyenne, 1 125 000 km.

## Automotrice préservée

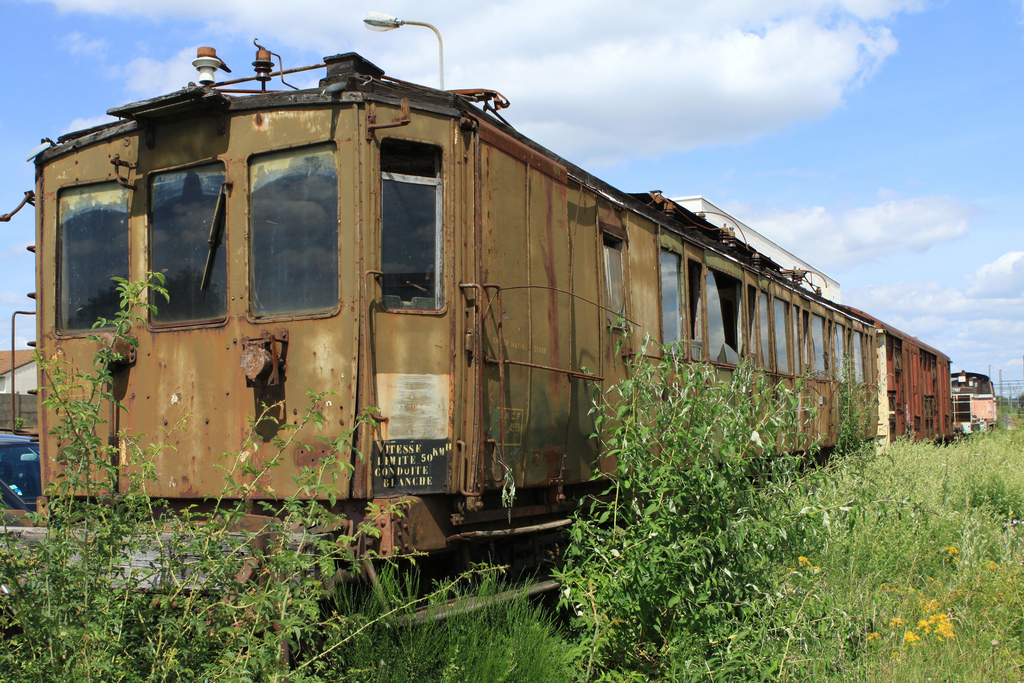
La Z 4909 garée à Limoges.

La Z 4909, est classée au titre des monuments historiques historiques par arrêté du 21 juillet 2003. Longtemps garée à l'air libre à Brive-la-Gaillarde puis à Limoges, elle est transférée en octobre 2017 dans l'ancien dépôt de Châlons-en-Champagne, à l'abri, dans l'attente d'une éventuelle restauration.

## Modélisme
Les Z 4900 seront reproduites à l'échelle HO par l'artisan ApocopA sous forme de transkit (caisse en résine à monter sur un châssis de son choix).